# Гросгерінген
Гросгерінген (нім. Großheringen) — громада в Німеччині, розташована в землі Тюрингія. Входить до складу району Ваймарер-Ланд.
Площа — 6,03 км2. Населення становить 634 ос. (станом на 31 грудня 2021).